# Lakensepoort

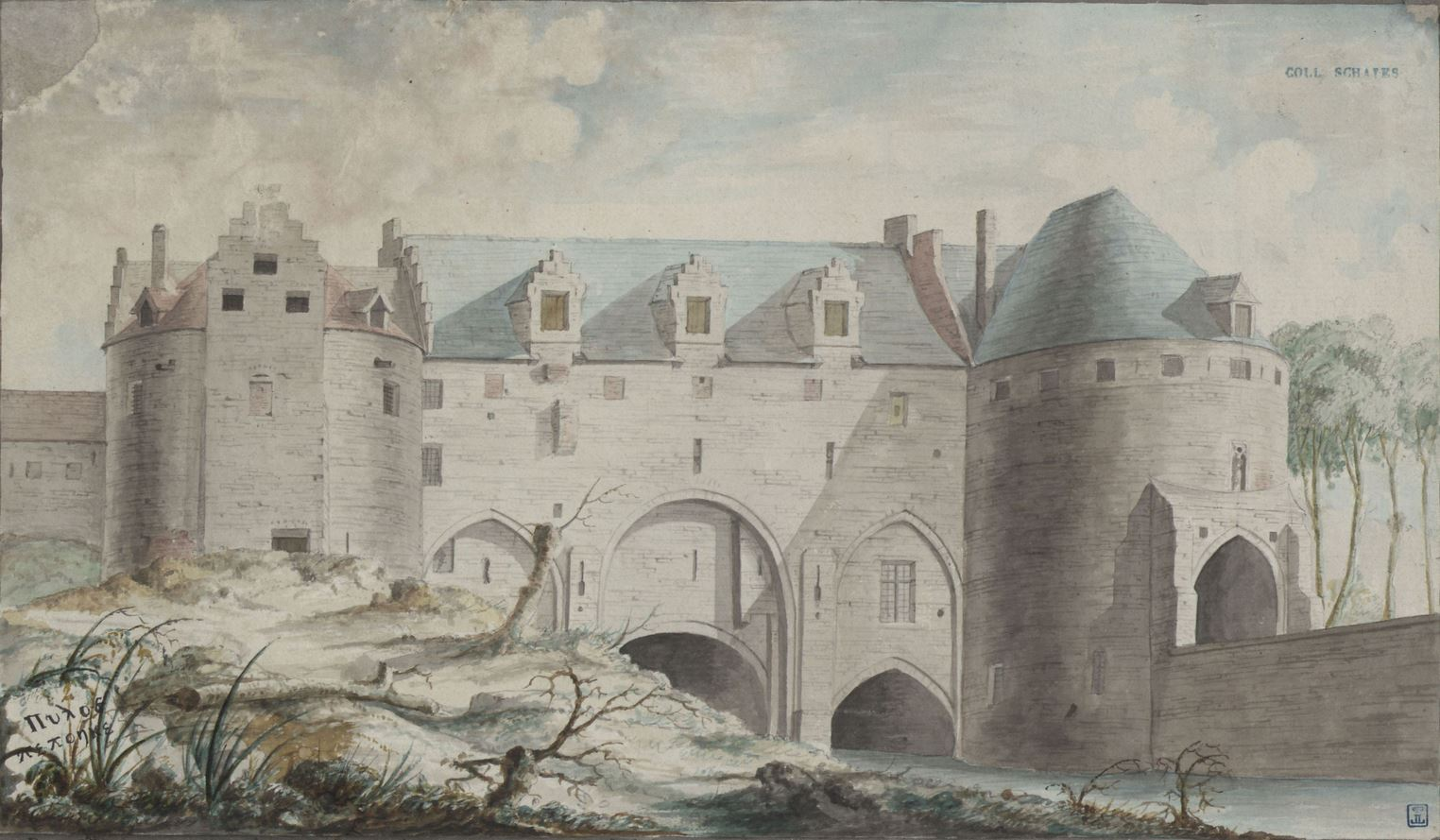
Zicht op de Lakensepoort in 1786 door Vitzthumb

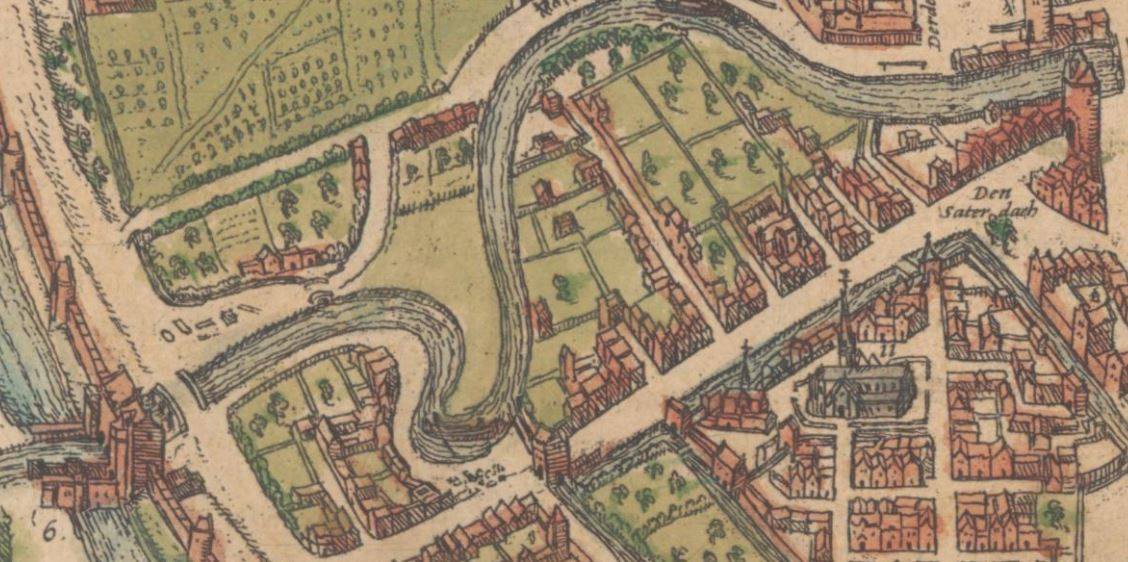
De poort linksonder op een kaart uit 1572 (verderop de Middelste en de Binnenste Lakenpoort)

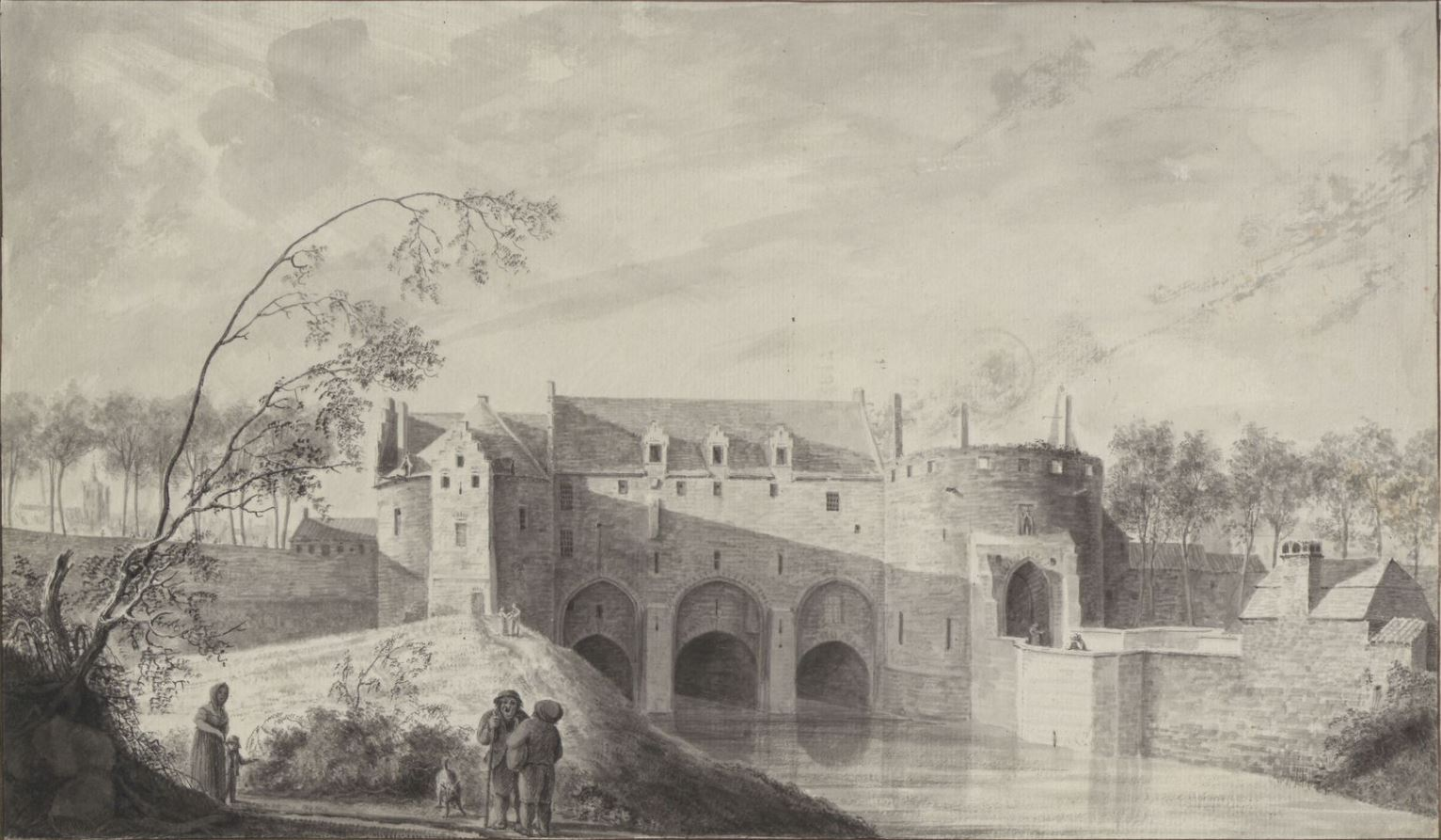
De Lakensepoort in 1793 met afgebrand dak door Vitzthumb

De Lakensepoort (Frans: Porte de Laeken), ook wel Nieuwe of Buitenste Lakenpoort genoemd, was een stadspoort op de tweede omwalling van Brussel. In het 14e-eeuwse complex was ook het Lakenspui over de Zenne verwerkt. Tot de aanleg van de Willebroekse vaart was deze waterpoort de belangrijkste fluviale toegang tot Brussel.

## Geschiedenis
De poort duikt voor het eerst op in de bronnen in 1368 als Nuwe Lakenporten. Ze moet kort voordien zijn gebouwd. Anders dan de meeste poorten lag ze niet op een uitvalsweg maar op de plek waar de Zenne de stad uitstroomde. Een driebogig spui liet toe om het water binnen de stad te houden. Aangebouwd tegen het spui op de linkeroever bevond zich de eigenlijk stadspoort. Anders dan de Binnenste Lakenpoort en de Middelste Lakenpoort lag ze een honderdtal meter ten oosten van de verkeersas Lakensestraat/Antwerpseweg. In- en uitgaand verkeer moest dus een U-vormige omweg volgen langs de binnen- en buitenzijde van de stadswallen.
Aan de Lakensepoort stonden kanonnen opgesteld. De zolder van het Lakenspui werd gebruikt om graan, zout en buskruit op te slaan. In de 17e eeuw bood het poortgebouw enkele jaren onderdak aan de glasmanufactuur van Giovanni Savonetti en zijn zoon Francesco. Tijdens de epidemie van 1651 werden er zieken ondergebracht. In 1658 stelden de lakenfabrikanten Damiens en Jacobs er hun weefgetouwen op en in 1667 werd het gebouw weer een kruitmagazijn. De zuidoostelijke toren was vanaf 1645 een kerkelijke gevangenis en kreeg vandaar de naam Bisschopstoren. Sommige cellen waren zo nauw dat de gevangenen er verplicht waren rechtop te staan. Enkele keren was de Lakensepoort de ingang waarlangs nieuwe machthebbers Brussel betraden: in 1686 kreeg landvoogd Francisco Antonio de Agurto er de stadssleutels overhandigd en in 1746 de zegevierende maarschalk Maurits van Saksen na het Beleg van Brussel.
Op de verdieping van de eigenlijke poort was in de 18e eeuw een militaire gevangenis. Ook hovelingen konden er terechtkomen, in het bijzonder vanaf 1762 leden van het theatergezelschap van het hof die door het Tribunal Aulique gestraft waren voor een disciplinair vergrijp. Opdat dit niet ten koste zou gaan van het stedelijk vertier, genoten veroordeelde acteurs, danseressen en muzikanten een liberaal regime waarbij ze met bezoekers mochten dineren en 's avonds verlof hadden om te gaan spelen. Opgesloten militairen hadden deze privileges niet. Toen Dumouriez op 24 maart 1793 Brussel evacueerde, staken gestrafte Franse soldaten hun stro in brand en deden zo het dak van de stadspoort in vlammen opgaan. Deze toestand bestond nog steeds toen eerste consul Napoleon Bonaparte in 1803 een bezoek bracht aan Brussel. Om hem de bochtige omweg langs de middeleeuwse poort te besparen, werd de Porte Napoléon geopend op de as Lakensestraat/Antwerpsesteenweg. In 1807 kreeg ze een permanente gedaante en werd beslist de oude Lakensepoort af te breken. De sloop was voltooid in 1808. Vanaf dan werd 'Lakensepoort' de alternatieve benaming voor de Napoleonpoort, die later Willempoort, Leopoldpoort en uiteindelijk Antwerpsepoort ging heten.